# General Electric-matrix

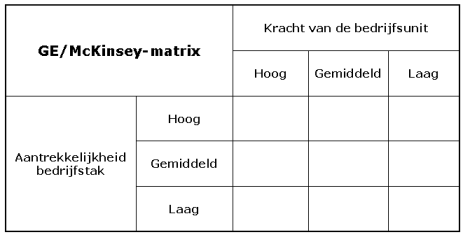
De GE-matrix

De GE/McKinsey-matrix is een in de jaren zeventig ontwikkelde portfolio-analysematrix voor bedrijfsunits. Ze is door McKinsey & Company ontwikkeld, als onderdeel van een consultingopdracht voor General Electric. In de praktijk wordt vrijwel altijd de toevoeging "McKinsey" achterwege gelaten en slechts gerefereerd aan de General Electric-Matrix.

## Matrix
De matrix bestaat uit negen cellen. Er zijn twee assen, (1) aantrekkelijkheid van de bedrijfstak, en (2) de competentie van de bedrijfseenheid. Beide assen zijn in drie categorieën (hoog, gemiddeld, laag) ingedeeld.

## Elementen
Een bedrijfseenheid wordt door middel van cirkels op de matrix geplaatst. Drie variabelen bepalen de representatie van de bedrijfseenheid:
1. de grootte van de marktsector bepaalt de grootte van de cirkel;
2. het marktaandeel wordt als taartdiagram in de cirkel geprojecteerd;
3. de verwachte toekomstige positie wordt middels een pijl aangegeven.

## Strategische implicaties
De GE/McKinsey-matrix onderscheidt drie strategieën die op basis van de matrix aangeraden kunnen worden: 
1. groeien
2. behouden
3. oogsten

## Vergelijking met BCG-matrix
De matrix heeft met de BCG-matrix gemeen dat ze kijkt naar de industrie van de bedrijfseenheid en het succes van de bedrijfseenheid. Er zijn echter twee belangrijke verschillen:
1. De assen zijn gegeneraliseerd. Er wordt gekeken naar de aantrekkelijkheid van de markt en niet alleen naar de groei. En er wordt gekeken naar de kracht van een bedrijfsunit, en niet alleen naar het marktaandeel.
2. De assen zijn onderverdeeld in drie segmenten, waardoor negen cellen ontstaan.